# Lactophrys bicaudalis
Lactophrys bicaudalis là một loài cá biển thuộc chi Lactophrys trong họ Cá nóc hòm. Loài này được mô tả lần đầu tiên vào năm 1758.

## Từ nguyên
Từ định danh bicaudalis được ghép bởi hai âm tiết trong tiếng Latinh: bi (“hai”) và caudalis (“ở đuôi”), hàm ý đề cập đến hai ngạnh bên dưới đuôi của loài này.

## Phân bố và môi trường sống
L. bicaudalis có phân bố rộng rãi ở Tây Đại Tây Dương, từ bang Florida (Hoa Kỳ) và Bermuda trải dài về phía nam, băng qua vịnh México và biển Caribe đến Brasil (bao gồm quần đảo Fernando de Noronha ngoài khơi), xa hơn ở phía đông đến đảo Ascension.
L. bicaudalis thường sống trên các rạn san hô và thảm cỏ biển, được tìm thấy ở độ sâu đến ít nhất là 50 m.

## Mô tả
Chiều dài cơ thể lớn nhất được ghi nhận ở L. bicaudalis là 48 cm. Thân màu xám nhạt đến trắng, bao phủ bởi rất nhiều đốm nâu sẫm/đen. Môi trắng. Cá trưởng thành lớn có ba đốm trắng trên thân, ngang tầm mắt. Cá con màu cam nhạt, những đốm đen thưa thớt.

## Sinh thái
Thức ăn của L. bicaudalis bao gồm động vật thân mềm, động vật giáp xác, sao biển, cầu gai, hải sâm, hải tiêu, cỏ biển và tảo.

## Thương mại
L. bicaudalis được bán tươi ở địa phương, và cũng là một thành phần nhỏ trong ngành thương mại cá cảnh.